# Real Capilla de Santa Catalina

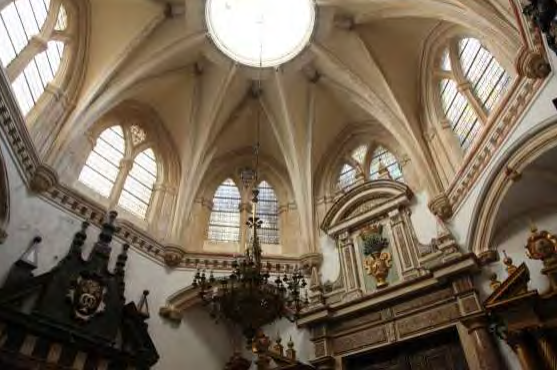
Capilla de Santa Catalina.

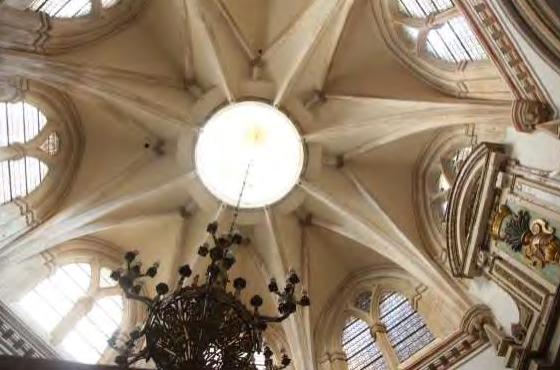
Bóveda y linterna.

La Real Capilla de Santa Catalina es una de las capillas existentes en la basílica del Real Monasterio de Santa María de Guadalupe (Cáceres, España). 

## Arquitectura
La capilla fue construida a mediados del siglo XV. Da acceso a la capilla de las Reliquias y a la sacristía. Es de planta cuadrada y está cubierta con bóveda de crucería octogonal. La capilla está iluminada por la linterna cenital y por ventanas góticas geminadas con vidrieras de motivos geométricos (cuadrados y hexágonos).

## Escultura y pintura

### Retablos
En la capilla se ubican dos retablos barrocos de la primera mitad del siglo XVII, dedicados uno a santa Catalina y otro a santa Paula, copatrona de la Orden de San Jerónimo. El concierto para la realización de sendos retablos se realizó el 19 de julio de 1622, y en él aparecen reflejadas las características que tendrían los citados retablos. Ambos retablos fueron ensamblados por un vecino de Guadalupe, Sebastián Rodríguez, siguiendo las trazas marcadas por el monje jerónimo Gabriel de Toledo, nacido en Toledo hacia 1589 y criado en casa del escultor Giraldo de Merlo, y que permaneció en el monasterio de Guadalupe desde 1619 hasta 1659 (según consta en su expediente de limpieza de sangre, antes de recibir el hábito fue caballero de la Orden de San Juan). Los retablos trazados por Gabriel de Toledo utilizan el orden corintio en columnas entorchadas, motivos vegetales y una estructura arquitectónica, todos ellos elementos característicos del clasicismo barroco que predominaba a finales del siglo XVI y principios del XVII. Parece evidente la influencia del estilo que caracteriza a Giraldo de Merlo.
Los dos retablos son exactamente iguales. Constan de un banco, cuerpo y ático. El banco tiene siete tableros apaisados que sostienen cuatro columnas de orden corintio, entorchadas, con fuste estriado. Las columnas, dos a cada lado, enmarcan una hornacina que se abre en arco de medio punto, con una peana para asentar la escultura de la santa correspondiente. En el intradós y en el espacio que hay entre las columnas se dispone decoración vegetal. Las cornisas y los arquitrabes con óvalos y cuentas sustentan un frontón triangular partido, rematado con las clásicas bolas herrerianas. Arriba del todo, en el tímpano, aparece el escudo de armas de Portugal (que se repite en los sepulcros de Dionisio de Portugal y de su mujer, en la misma capilla). Todas las condiciones artísticas que habían de llevar las obras se detallaron con minuciosidad en el concierto.El plazo que se fijó para la ejecución de la obra fue febrero de 1623.
Las esculturas de ambas santas que se encuentran en los retablos trazados por Gabriel de Toledo son atribuidas (pues no hay datos documentados de su autoría) a Giraldo de Merlo, por dos razones. En primer lugar, porque Merlo fue el ejecutor del retablo mayor del templo, y existe una misma concepción plástica en las esculturas de los tres retablos.La concepción estilística, disposición del rostro y de las manos, forma de recoger el ropaje, son idénticas a las de las esculturas del retablo mayor.Además, el monje Gabriel de Toledo, responsable del diseño de los dos retablos de la capilla, se crio en casa del escultor, por lo que esa estrecha relación parece sugerir una vez más el nombre de Giraldo de Merlo como autor de las esculturas.
En la capilla se encuentran además otras esculturas y una colección de siete lienzos barrocos de la escuela sevillana atribuidos al fraile jerónimo Juan de Santa María, pintor del siglo XVII.

### Escultura funeraria
En la capilla se encuentran los enterramientos de los príncipes portugueses don Dionisio, hijo de Pedro I de Portugal, y doña Juana, hija de Enrique II de Castilla, legítimos sucesores del reino de Portugal. Sus estatuas orantes imitan el bronce. Fueron en principio atribuidas a Pompeyo Leoni, y después a Giraldo de Merlo.